# Liste der Biografien/Monk
Liste der Biografien |
Portal Biografien |
Personensuche
# |
A |
B |
C |
D |
E |
F |
G |
H |
I |
J |
K |
L |
M |
N |
O |
P |
Q |
R |
S |
T |
U |
V |
W |
X |
Y |
Z |
?
 
Ma |
Mb |
Mc |
Md |
Me |
Mf |
Mg |
Mh |
Mi |
Mj |
Mk |
Ml |
Mm |
Mn |
Mo |
Mp |
Mq |
Mr |
Ms |
Mt |
Mu |
Mv |
Mw |
Mx |
My |
Mz
 
Moa |
Mob |
Moc |
Mod |
Moe |
Mof |
Mog |
Moh |
Moi |
Moj |
Mok |
Mol |
Mom |
Mon |
Moo |
Mop |
Moq |
Mor |
Mos |
Mot |
Mou |
Mov |
Mow |
Mox |
Moy |
Moz
 
Mona |
Monb |
Monc |
Mond |
Mone |
Monf |
Mong |
Monh |
Moni |
Monj |
Monk |
Monl |
Monm |
Monn |
Mono |
Monr |
Mons |
Mont |
Monu |
Monv |
Mony |
Monz
Die Liste der Biografien führt alle Personen auf, die in der deutschsprachigen Wikipedia einen Artikel haben. Dieses ist eine Teilliste mit 56 Einträgen von Personen, deren Namen mit den Buchstaben „Monk“ beginnt.

## Monk
- Monk (* 1999), deutscher Rapper
- Monk, Arron (* 1990), englischer Dartspieler
- Monk, Art (* 1957), US-amerikanischer American-Football-Spieler
- Monk, Chris (* 1951), britischer Sprinter
- Monk, Colin (* 1967), englischer Dartspieler
- Monk, Craig (* 1967), neuseeländischer Segler
- Monk, Cyril (1882–1970), australischer Geiger, Musikpädagoge und Komponist
- Monk, Debra (* 1949), US-amerikanische Schauspielerin und SängerinDebra Monk (* 1949)

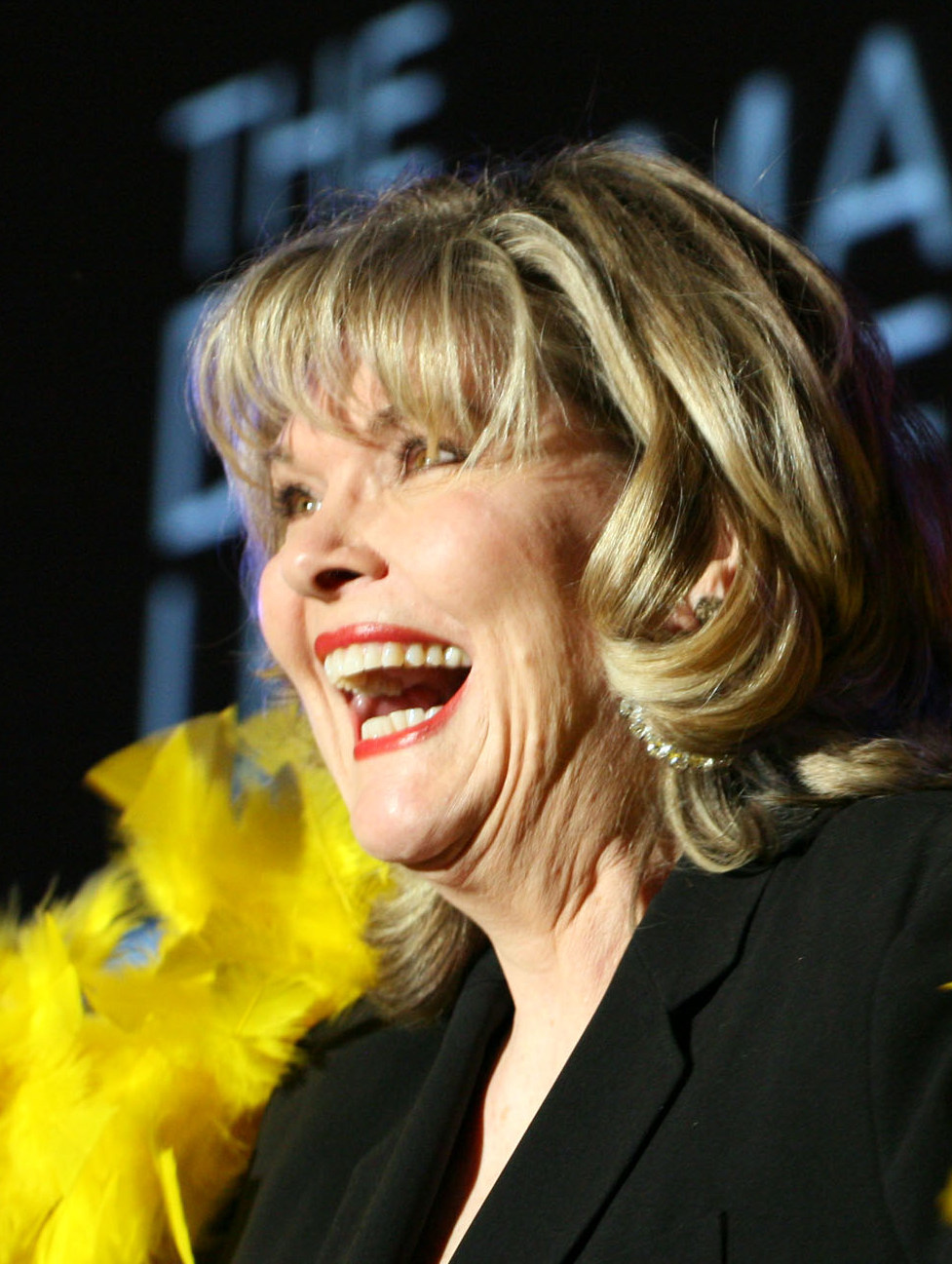
Debra Monk (* 1949)

- Monk, Egon (1927–2007), deutscher Schauspieler, Regisseur, Dramaturg und Autor
- Monk, Garry (* 1979), englischer Fußballspieler und -trainer
- Monk, James F. (1915–2014), britischer Ornithologe und Arzt
- Monk, Jonathan (* 1969), britischer Künstler
- Monk, Kenrick (* 1988), australischer Schwimmer
- Monk, Laura, französische Mathematikerin
- Monk, Lori (* 1956), US-amerikanische Eisschnellläuferin
- Monk, Malik (* 1998), US-amerikanischer Basketballspieler
- Monk, Marcus (* 1986), US-amerikanischer Basketball- und American-Football-Spieler
- Monk, Martin (* 1985), deutscher Drehbuchautor und Filmregisseur
- Monk, Meredith (* 1942), amerikanische Sängerin, Komponistin und Performancekünstlerin
- Monk, Radjo (* 1959), deutscher Lyriker, Grafiker und Videokünstler
- Monk, Sophie (* 1979), australische Schauspielerin und Sängerin
- Monk, T. S. (* 1949), amerikanischer Jazz-Schlagzeuger, Perkussionist und Komponist des Post Bop
- Monk, Thelonious (1917–1982), US-amerikanischer Jazzmusiker, Pianist und KomponistThelonious Monk (1917–1982)

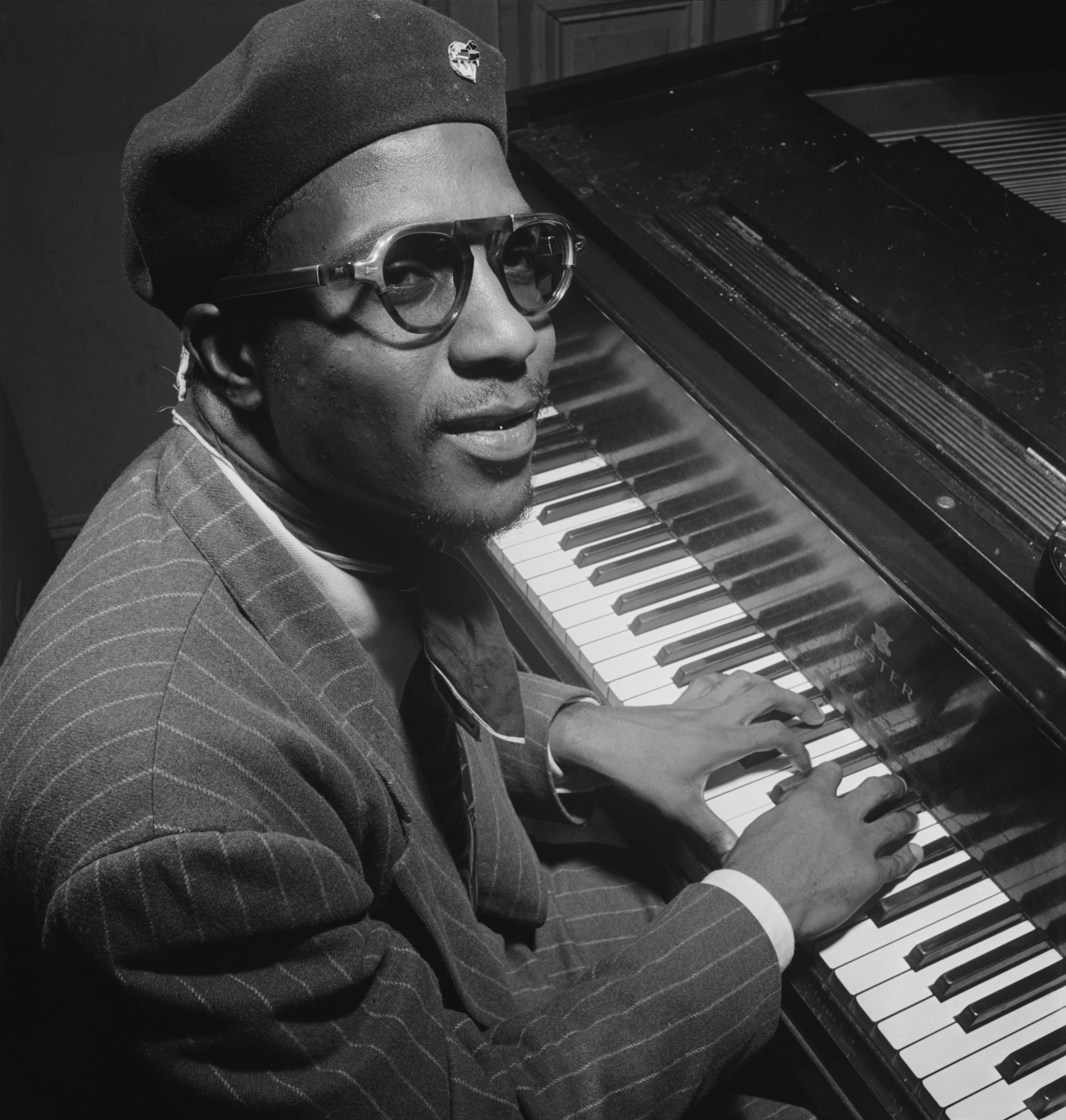
Thelonious Monk (1917–1982)

- Monk, Tilopâ (1949–2010), deutscher bildender Künstler
- Monk, William Henry (1823–1889), englischer Kirchenmusiker, Dozent und Komponist

### Monka
- Monka, Nina (* 1997), deutsche Schauspielerin
- Mönkäre, Sinikka (* 1947), finnischer Politiker, Mitglied des Reichstags
- Monkauskaitė, Alma (1961–2018), litauische Ärztin und Politikerin

### Monke
- Monke, Anja (* 1977), deutsche Golf-Spielerin
- Mönke, Wilhelm (1886–1934), deutscher Landwirt und Politiker (DNVP, parteilos), MdR
- Mönke, Wolfgang (1927–1986), deutscher Historiker, Marx-Engels-Forscher und Editor
- Mönkebüscher, Bernd (* 1966), deutscher römisch-katholischer Priester und Autor
- Mönkemeier, Karl-Ludwig (1923–2009), deutscher Jurist und Hamburger Hafendirektor
- Mönkemeier, Regine (* 1938), deutsche Schriftstellerin
- Mönkemeyer, Heinz (1928–2006), deutscher Heimatpfleger und Lyriker
- Mönkemeyer, Helmut (1905–1992), deutscher Musikpädagoge und Herausgeber
- Mönkemeyer, Karin (* 1938), deutsche Journalistin und Autorin
- Mönkemeyer, Nils (* 1978), deutscher Bratschist und Hochschullehrer
- Mönkemeyer, Uwe (* 1959), deutscher Mittel- und Langstreckenläufer
- Mönkemeyer-Corty, Dore (1890–1970), deutsche Gebrauchsgrafikerin und Plakatkünstlerin
- Monkevičius, Algirdas (* 1956), litauischer Pädagoge und Politiker
- Monkevičius, Eduardas Jonas (* 1938), litauischer Jurist und Professor für Agrarrecht
- Monkewitz, Johann Kasimir von (1722–1789), deutscher Oberstleutnant
- Monkey Punch (1937–2019), japanischer Mangaka

### Monkh
- Monkhouse, Bob (1928–2003), britischer Moderator, Komiker, Drehbuchautor und Schauspieler

### Monki
- Monkiewicz, B. J. (1898–1971), US-amerikanischer Politiker
- Monkiewitsch, Johanna von (* 1979), deutsche Künstlerin
- Monkiewitsch, Lienhard von (* 1941), deutscher Maler, Grafiker und Objektkünstler

### Monko
- Monkou, Ken (* 1964), niederländischer Fußballspieler
- Monkowski, Herbert (1934–2023), deutscher Heimatforscher, Publizist und Bundesverdienstkreuzträger

### Monks
- Monks, Alyssa (* 1977), amerikanische Malerin
- Mönks, Anton (1879–1946), deutscher Historiker
- Monks, George Howard (1853–1933), amerikanischer Chirurg, Kieferchirurg und Spieleerfinder
- Monks, John, Baron Monks (* 1945), britischer Gewerkschaftsfunktionär und Politiker
- Monks, Noel (1907–1960), australischer Journalist
- Monks, Sarah Preston (1846–1926), US-amerikanische Zoologin und Pädagogin